# 系統藥理學
系統藥理學（Systems pharmacology）係將系統生物學知識應用到藥理學中而產生的一門學科。該學科旨在闡明藥物如何作用於肌體的各系統。和用一種特殊的蛋白質-藥物反應來評價一種藥物的藥效不同，系統藥理學認爲藥物通過形成相互作用網絡起效。1992年在中華人民共和國的全国中西医学术会议上，B.J Zeng發表了一篇關於系統醫學以及系統藥理學的文章。相互作用系統可能會包括藥物—蛋白質、蛋白質—蛋白質的相互作用，以及遺傳學的、信號的，以及生理學上的相互作用（在細胞、組織、器官、個體水平上）。系統藥理學使用生物信息學和統計學的手段來整合、闡釋藥物相互作用的網絡。
系統藥理學可以應用於藥物安全領域，作爲對藥物流行病學的補充。EU-ADR已成功將系統藥理學納入他們的信號實體化流程之中。

## 外部連結
- Systems Pharmacology at Harvard
- What is (Quantitative) Systems Pharmacology? by John Russell （页面存档备份，存于）